# Sarlós Boldogasszony-templom (Kővágószőlős)
A Sarlós Boldogasszony-plébániatemplom Kővágószőlős központjában álló, részben középkori római katolikus templom.

## Története

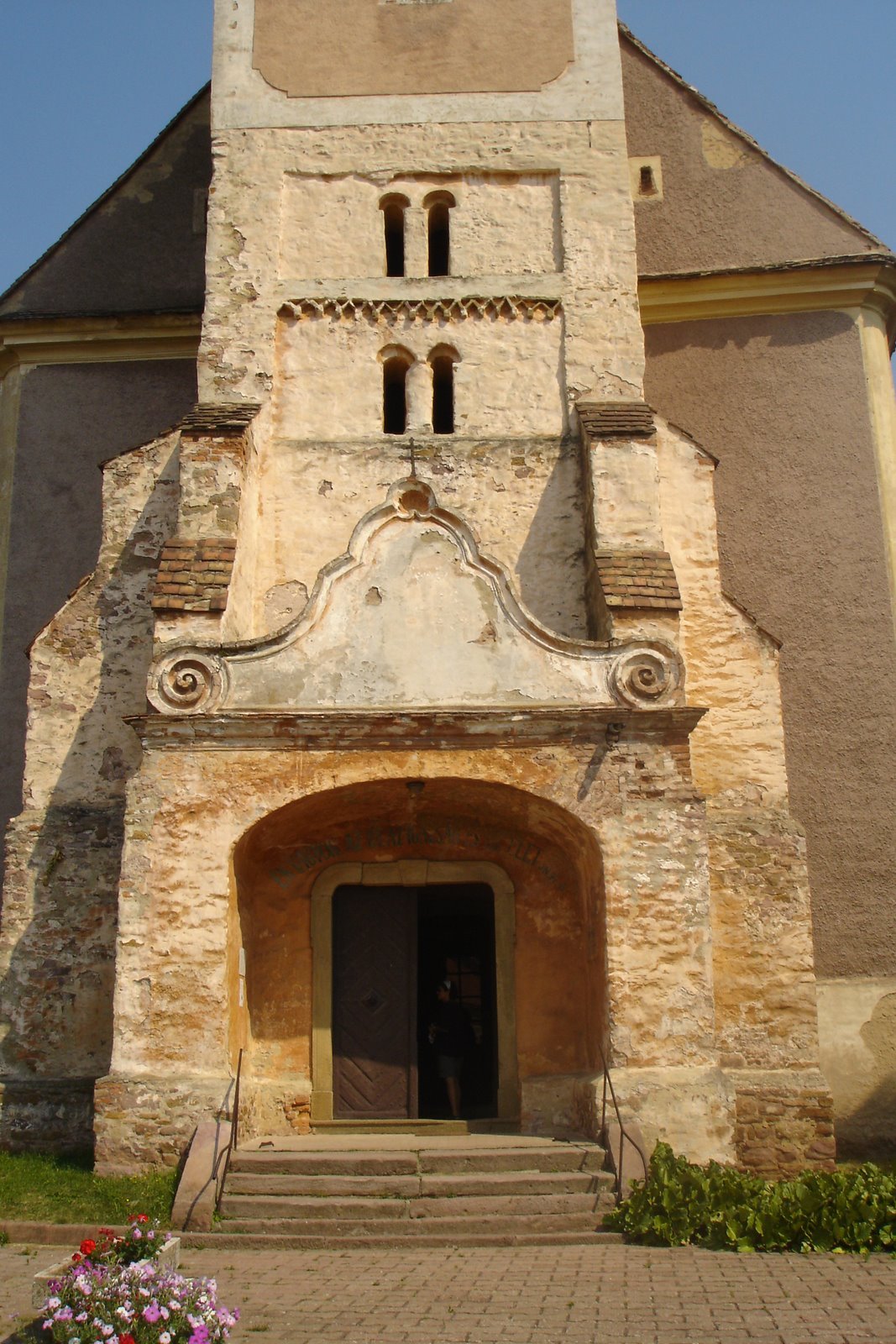
A templom középkori homlokzatának maradványai

A falu belső részén álló templom legkorábbi része, a torony a XIII. században épülhetett.
Az épületet 1512-ben átépítették, ekkor készült az az évszámos felirattal ellátott déli kapuja, amelyet sajnos ma már csak egy 1721-es egyházlátogatási jegyzőkönyvből ismerünk, kövei mára elvesztek. Ez a forrás emlékezik meg a toronyaljból nyíló nagyobb kapuról, a torony nyugati oldalának külső falképeiről és kősisakjáról, a keskeny famennyezetes hajóról és a boltozatos, gótikus szentélyről is.
A templomot és a körülötte elterülő temetőt kőkerítés övezte. Ezen belül egy kápolna és egy osszárium állt még, kívüle pedig a plébános kőháza. A gótikus épületet csak 1763–1772 között bontatta le a falu birtokosa a pécsi székeskáptalan, hogy helyére felépítsék a ma is álló, nagyobb méretű késő barokk templomot. Az újjáépítésről emlékezik meg a ma az előcsarnokban látható késő gótikus kőtábla, amelybe másodlagosan, 1772-ben vésték be az építési feliratot. Ekkor kialakították a toronyóra helyét is, ám az pénzhiány miatt több mint kétszáz évig üresen tátongott.
Berendezése a 18. század utolsó évtizedeiben készült el copf stílusban. Főoltárképét a bécsi Karl Bachmann festette. A szószék és a gyóntatószék a pécsi székesegyház Corpus Christi-kápolnájának berendezési tárgyai közül került ide, 1780 után. A jobb oldali mellékoltár fából faragott feszülete a II. József által feloszlatott Jakab-hegyi remeteházból került át a hagyomány szerint. 1784-ben a lebontott régi közelében felépült az új késő barokk stílusú plébániaház is. A 10 regiszteres orgona a pécsi Angster cég gyártmánya, 1941-ből.
Az épület egyetlen megmaradt középkori része, a torony alsó fele, az 1974–79-ben végzett műemléki helyreállítás során kapta vissza eredeti formáját.
2003. szeptember 8-a óta a Pécsi Bányásztörténeti Alapítvány kezdeményezésére a mecseki szén- és uránmedence összes bányásztelepülésén, ahonnan egykor naponta indultak munkába a bányákba, így a kővágószőlősi templom tornyából is minden nap ugyanabban az időben ugyanaz a toronyzene emlékeztet a 250 éves mecseki kőszén- és a több mint 40 éves uránbányászatra.